# Liste der Monuments historiques in Montceau-et-Écharnant
Die Liste der Monuments historiques in Montceau-et-Écharnant führt die Monuments historiques in der französischen Gemeinde Montceau-et-Écharnant auf.

## Liste der Immobilien
| Bezeichnung | Beschreibung            | Standort                            | Kennzeichnung | Schutzstatus | Datum | Bild |
| ----------- | ----------------------- | ----------------------------------- | ------------- | ------------ | ----- | ---- |
| Windmühle   | aus dem 14. Jahrhundert | Montceau, 2 chemin du Moulin (Lage) | PA00112550    | Inscrit      | 1946  |      |

## Liste der Objekte
| Bezeichnung                  | Beschreibung               | Standort                                  | Kennzeichnung | Schutzstatus | Datum | Bild |
| ---------------------------- | -------------------------- | ----------------------------------------- | ------------- | ------------ | ----- | ---- |
| Skulptur Johannes der Täufer | Holz, 17. Jahrhundert      | Montceau, in der Kirche St-Vincent (Lage) | PM21001549    | Classé       | 1960  |      |
| Glocke                       | Bronze, 1615 gegossen      | Montceau, in der Kirche St-Vincent (Lage) | PM21001550    | Classé       | 1960  |      |
| Weihwasserbecken             | Kalkstein, 12. Jahrhundert | Montceau, in der Kirche St-Vincent (Lage) | PM21001551    | Classé       | 1960  |      |